# Eschenau im Pinzgau

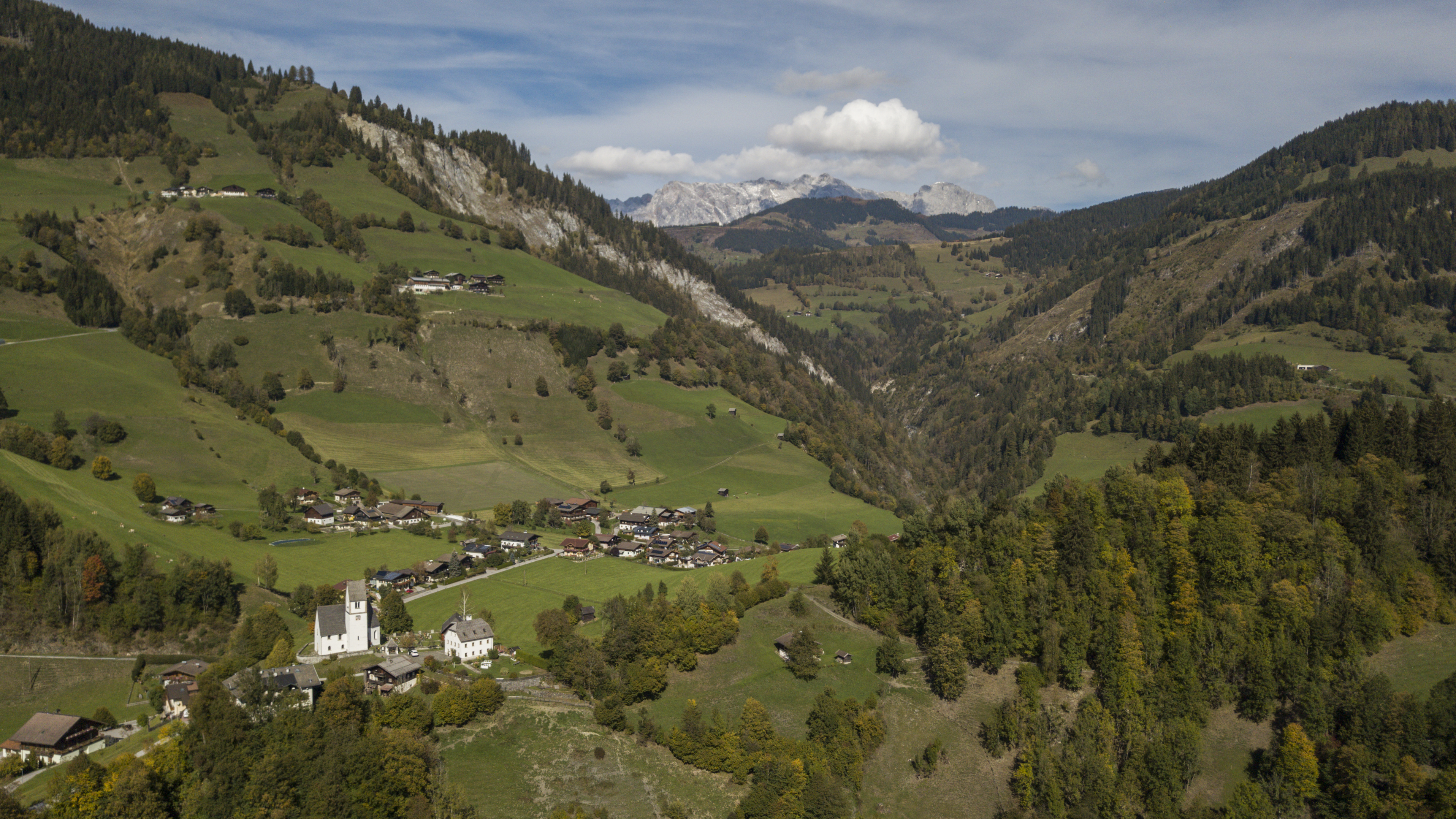
Eschenau

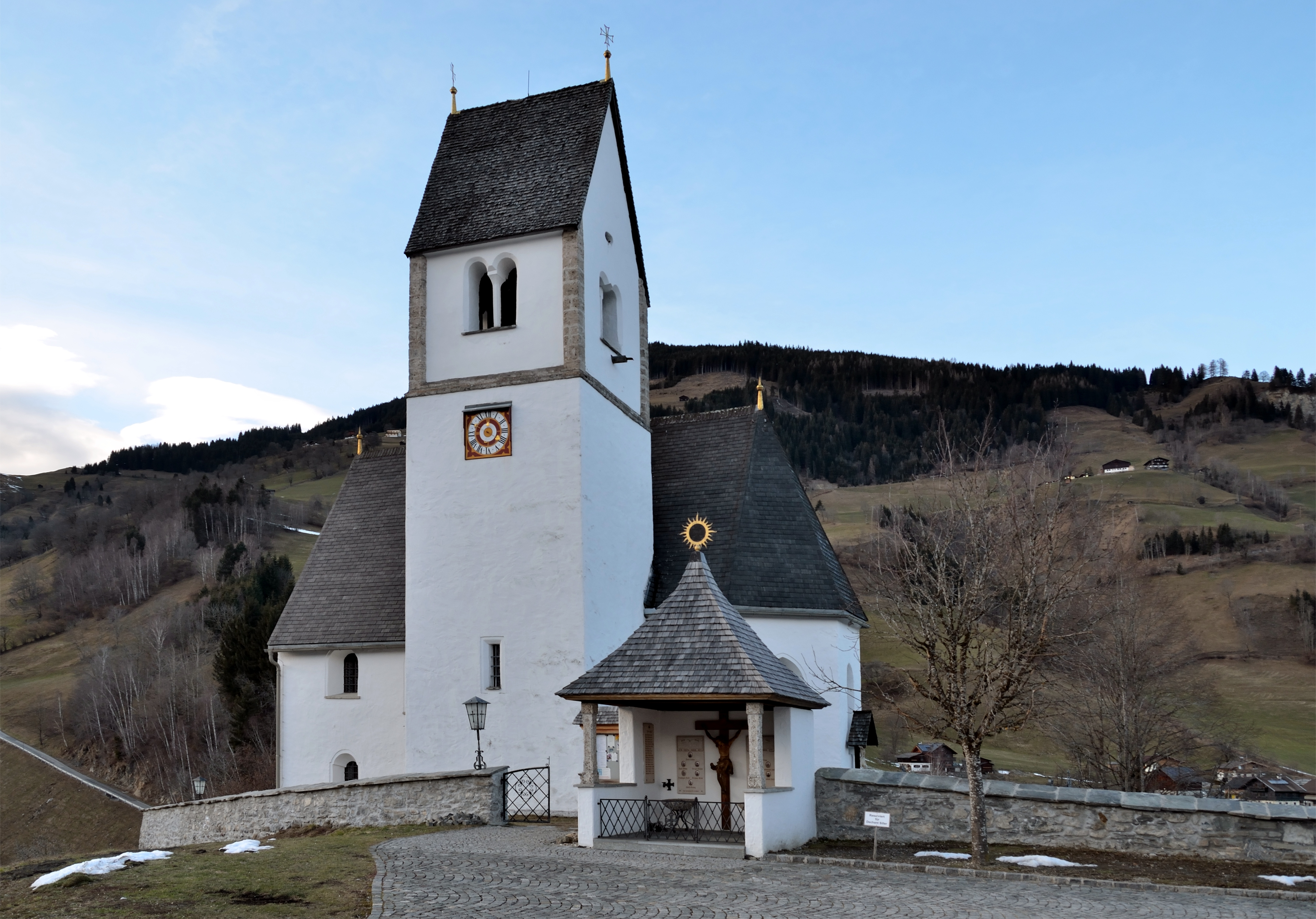
Pfarrkirche Eschenau

Eschenau ist ein Ort und eine Katastralgemeinde, die zur Marktgemeinde Taxenbach im österreichischen Bundesland Salzburg gehört.

## Geografie
Die Katastralgemeinde weist eine Fläche von 11,73 km² auf. Der Ort selbst ist nur eine Rotte. Der Ort liegt auf dem Eschenauer Hochplateau, auf einer Höhe von 863 m ü. A. Geografisch gehört das Gebiet zu den Pinzgauer Grasbergen. Eschenau wird auch als Meran des Pinzgaus bezeichnet, da zu früheren Zeiten Wein angebaut wurde. Wegen des südlichen Steilabfalles zur Salzach war dieser Platz für eine geschützte Ansiedlung besonders prädestiniert.

## Kultur und Sehenswürdigkeiten
- Katholische Pfarrkirche Eschenau hl. Margaretha

## Persönlichkeiten
Bekannt wurde der Ort im deutschsprachigen Raum über den Schriftsteller O. P. Zier, der ab 1976 in einem mehrere hundert Jahre alten Bergbauernhaus lebte. Zier hat unter dem Titel „Ländliche Idylle – eine Illusion?“ im Jahr 1983 für den ORF einen Dokumentarfilm über das Dorf Eschenau geschaffen, nachdem er vorher in Radio-Features für den ORF Menschen aus Eschenau im Originalton zu Wort kommen ließ.
Auch in der Gesellschaftssatire „Himmelfahrt“ (Otto Müller Verlag, Salzburg/Wien 1998), die mit dem renommierten Buch.Preis 2000 ausgezeichnet wurde, hat Zier seinen Zweit-Wohnort Eschenau zum Schauplatz seiner Literatur gemacht. In einem Beitrag für die Zeitschrift Literatur und Kritik erinnerte sich Zier auch an einen seiner Nachbarn in Eschenau, den in den 1950er Jahren aus Berlin hierher gezogenen Komponisten Heimo Erbse, einem Schüler von Boris Blacher. (Nach einem Schiunfall musste Heimo Erbse sein Haus aufgeben und ist nach Baden bei Wien gezogen. Im Erbse-Haus in Eschenau hat derzeit der Pianist Rainer Keuschnig seinen Zweit-Wohnsitz).
O. P. Zier hat in seinem Film, den Radioarbeiten und Zeitungsreportagen sehr früh auf die Tauernlammgenossenschaft hingewiesen, die in Eschenau ihren Sitz hat.